# Dulan Kodithuwakku
Dulan Kodithuwakku (10 de julio de 1990) es un deportista esrilanqués que compite en atletismo adaptado. Ganó dos medallas en los Juegos Paralímpicos de Verano, bronce en Tokio 2020 y plata en París 2024.

## Palmarés internacional
| Juegos Paralímpicos | Juegos Paralímpicos | Juegos Paralímpicos | Juegos Paralímpicos |
| Año                 | Lugar               | Medalla             | Prueba              |
| ------------------- | ------------------- | ------------------- | ------------------- |
| 2020                | Tokio (Japón)       | Medalla de bronce   | Jabalina F64        |
| 2024                | París (Francia)     | Medalla de plata    | Jabalina F64        |